# Шорокшар
Шорокшар (угор. Soroksár) — колишнє поселення в Угорщині. У період Угорського королівства сходило до комітату Пешт-Пилиш-Шольт-Кишкун. У 1950 році разом з багатьма іншими населеними пунктами був приєднаний до Будапешта. Територія поселення стала частиною району Будапешт XX, але у 1994 році тут організовано новий район Будапешт XXIII. З 1905 року тут змагається футбольний клуб Шорокшар, який у 1934 році здобув Кубок Угорщини з футболу.

## Галерея

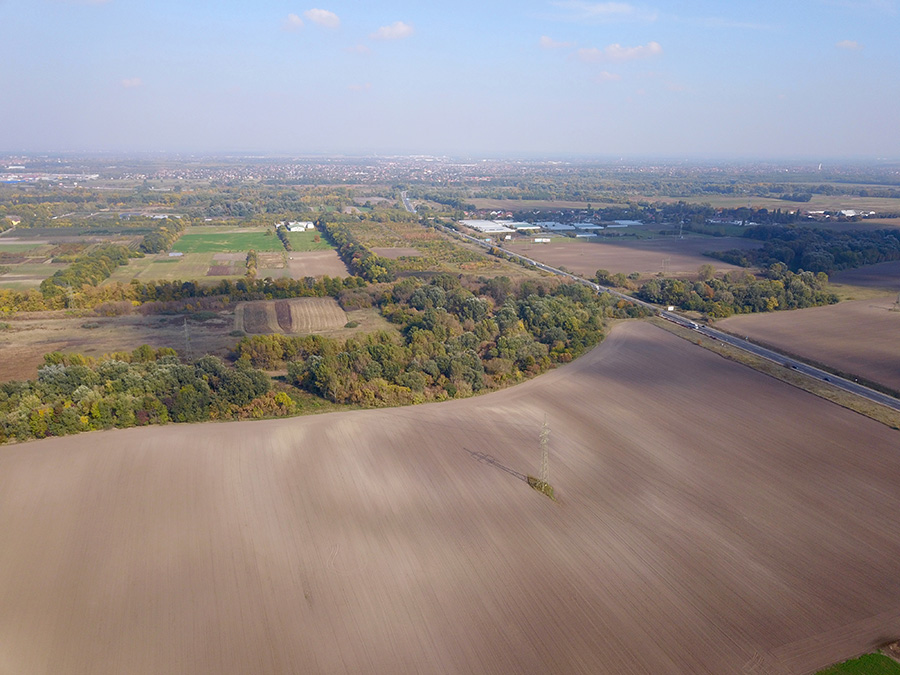
вал бронзової доби
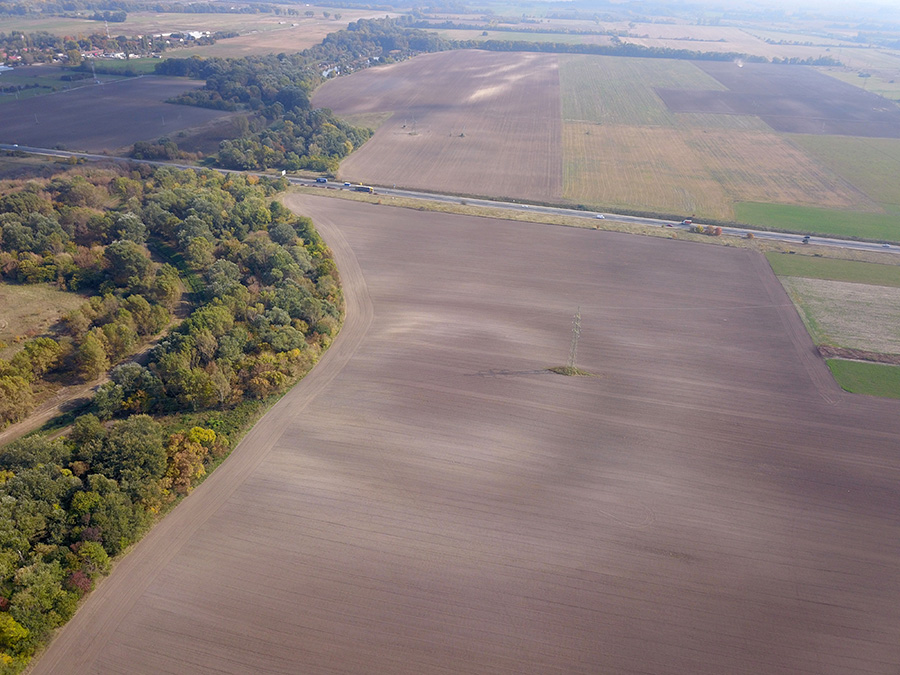
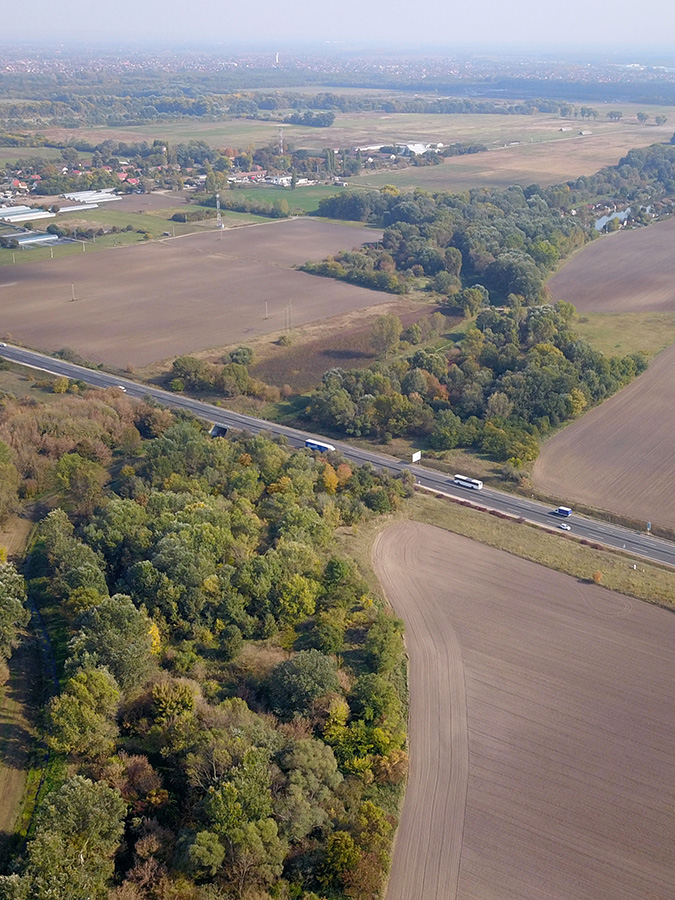